# کلی مندس
کلی مندس (انگلیسی: Kelly Mendes؛ زادهٔ ۲۸ آوریل ۱۹۹۷) بازیکن فوتبال اهل لوکزامبورگ است.
وی همچنین در تیم ملی فوتبال Luxembourg بازی کرده‌است.